# Trevozjnoje voskresenje
Trevozjnoje voskresenje (russisk: Тревожное воскресенье) er en sovjetisk spillefilm fra 1983 af Rudolf Fruntov.

## Medvirkende
- Klara Lutjko — Anna Golovina
- Emmanuil Vitorgan — Igor Tjagin
- Aleksandr Beljavskij
- Sergej Martynov — Sergej
- Georgij Koroltjuk